# Onocolus pentagonus
Onocolus pentagonus là một loài nhện trong họ Thomisidae.
Loài này thuộc chi Onocolus. Onocolus pentagonus được Eugen von Keyserling miêu tả năm 1880.